# ストックホルム・オープン
ストックホルム・オープン（英: Stockholm Open）は、毎年10月にスウェーデン・ストックホルムで開催されるATPツアー250のテニストーナメントである。

## 歴代優勝者

### 男子シングルス
| 年                            | 優勝者                           | 準優勝者                         | スコア                       |
| ----------------------------- | -------------------------------- | -------------------------------- | ---------------------------- |
| 1969                          | ニコラ・ピリッチ                 | イリ・ナスターゼ                 | 6-4, 4-6, 6-2                |
| 1970                          | スタン・スミス                   | アーサー・アッシュ               | 5-7, 6-4, 6-4                |
| 1971                          | アーサー・アッシュ               | ヤン・コデシュ                   | 6-1, 3-6, 6-2, 1-6, 6-4      |
| 1972                          | スタン・スミス                   | トム・オッカー                   | 6-4, 6-3                     |
| 1973                          | トム・ゴーマン                   | ビョルン・ボルグ                 | 6-3, 4-6, 7-6(7-5)           |
| 1974                          | アーサー・アッシュ               | トム・オッカー                   | 6-2, 6-2                     |
| 1975                          | アドリアーノ・パナッタ           | ジミー・コナーズ                 | 4-6, 6-3, 7-5                |
| 1976                          | マーク・コックス                 | マニュエル・オランテス           | 4-6, 7-5, 7-6                |
| 1977                          | サンディ・メイヤー               | レイモンド・ムーア               | 6-2, 6-4                     |
| 1978                          | ジョン・マッケンロー             | ティム・ガリクソン               | 6-2, 6-2                     |
| 1979                          | ジョン・マッケンロー             | ジーン・メイヤー                 | 6-7, 6-3, 6-3                |
| 1980                          | ビョルン・ボルグ                 | ジョン・マッケンロー             | 6-3, 6-4                     |
| 1981                          | ジーン・メイヤー                 | サンディ・メイヤー               | 6-4, 6-2                     |
| 1982                          | アンリ・ルコント                 | マッツ・ビランデル               | 7-6, 6-3                     |
| 1983                          | マッツ・ビランデル               | トマシュ・スミッド               | 6-1, 7-5                     |
| 1984                          | ジョン・マッケンロー             | マッツ・ビランデル               | 6-2, 3-6, 6-2                |
| 1985                          | ジョン・マッケンロー             | アンダース・ヤリード             | 6-1, 6-2                     |
| 1986                          | ステファン・エドベリ             | マッツ・ビランデル               | 6-2, 6-1, 6-1                |
| 1987                          | ステファン・エドベリ             | ヨナス・スベンソン               | 7-5, 6-2, 4-6, 6-4           |
| 1988                          | ボリス・ベッカー                 | ピーター・ルンドグレン           | 6-4, 6-1, 6-1                |
| 1989                          | イワン・レンドル                 | マグヌス・グスタフソン           | 7-5, 6-0, 6-3                |
| ↓ ATPツアー・マスターズ1000 ↓ |                                  |                                  |                              |
| 1990                          | ボリス・ベッカー                 | ステファン・エドベリ             | 6-4, 6-0, 6-3                |
| 1991                          | ボリス・ベッカー                 | ステファン・エドベリ             | 3-6, 6-4, 1-6, 6-2, 6-2      |
| 1992                          | ゴラン・イワニセビッチ           | ギー・フォルジェ                 | 7-6(7-2), 4-6, 7-6(7-5), 6-2 |
| 1993                          | ミヒャエル・シュティヒ           | ゴラン・イワニセビッチ           | 4-6, 7-6(8-6), 7-6(7-3), 6-2 |
| 1994                          | ボリス・ベッカー                 | ゴラン・イワニセビッチ           | 4-6, 6-4, 6-3, 7-6(7-4)      |
| ↓ ATPツアー250 ↓              |                                  |                                  |                              |
| 1995                          | トーマス・エンクビスト           | アルノー・ブッチ                 | 7-5, 6-4                     |
| 1996                          | トーマス・エンクビスト           | トッド・マーティン               | 7-5, 6-4, 7-6(7-0)           |
| 1997                          | ヨナス・ビョルクマン             | ヤン・シーメリンク               | 3-6, 7-6(7-2), 6-2, 6-4      |
| 1998                          | トッド・マーティン               | トーマス・ヨハンソン             | 6-3, 6-4, 6-4                |
| 1999                          | トーマス・エンクビスト           | マグヌス・グスタフソン           | 6-3, 6-4, 6-2                |
| 2000                          | トーマス・ヨハンソン             | エフゲニー・カフェルニコフ       | 6-2, 6-4, 6-4                |
| 2001                          | チャン・シャルケン               | ヤルコ・ニエミネン               | 3-6, 6-3, 6-3, 4-6, 6-3      |
| 2002                          | パラドーン・スリチャパン         | マルセロ・リオス                 | 6-7(2-7), 6-0, 6-3, 6-2      |
| 2003                          | マーディ・フィッシュ             | ロビン・セーデリング             | 7-5, 3-6, 7-6(7-4)           |
| 2004                          | トーマス・ヨハンソン             | アンドレ・アガシ                 | 3-6, 6-3, 7-6(7-4)           |
| 2005                          | ジェームズ・ブレーク             | パラドーン・スリチャパン         | 6-1, 7-6(8-6)                |
| 2006                          | ジェームズ・ブレーク             | ヤルコ・ニエミネン               | 6-4, 6-2                     |
| 2007                          | イボ・カロビッチ                 | トーマス・ヨハンソン             | 6-3, 3-6, 6-1                |
| 2008                          | ダビド・ナルバンディアン         | ロビン・セーデリング             | 6-2, 5-7, 6-3                |
| 2009                          | マルコス・バグダティス           | オリビエ・ロクス                 | 6-1, 7-5                     |
| 2010                          | ロジャー・フェデラー             | フロリアン・マイヤー             | 6-4, 6-3                     |
| 2011                          | ガエル・モンフィス               | ヤルコ・ニエミネン               | 7-5, 3-6, 6-2                |
| 2012                          | トマーシュ・ベルディハ           | ジョー＝ウィルフリード・ツォンガ | 4-6, 6-4, 6-4                |
| 2013                          | グリゴール・ディミトロフ         | ダビド・フェレール               | 2-6, 6-3, 6-4                |
| 2014                          | トマーシュ・ベルディハ           | グリゴール・ディミトロフ         | 5-7, 6-4, 6-4                |
| 2015                          | トマーシュ・ベルディハ           | ジャック・ソック                 | 7-6(9-7), 6-2                |
| 2016                          | フアン・マルティン・デル・ポトロ | ジャック・ソック                 | 7-5, 6-1                     |
| 2017                          | フアン・マルティン・デル・ポトロ | グリゴール・ディミトロフ         | 6-4, 6-2                     |
| 2018                          | ステファノス・チチパス           | エルネスツ・ガルビス             | 6-4, 6-4                     |
| 2019                          | デニス・シャポバロフ             | フィリプ・クライノビッチ         | 6-4, 6-4                     |
| 2020                          | 開催なし                         | 開催なし                         | 開催なし                     |
| 2021                          | トミー・ポール                   | デニス・シャポバロフ             | 6-4, 2-6, 6-4                |
| 2022                          | ホルガ・ルーネ                   | ステファノス・チチパス           | 6-4, 6-4                     |
| 2023                          | ガエル・モンフィス               | パーヴェル・コトフ               | 4-6, 7-6(8-6), 6-3           |
| 2024                          | トミー・ポール                   | グリゴール・ディミトロフ         | 6-4, 6-3                     |

### 男子ダブルス
| 年                            | 優勝者                                                  | 準優勝者                                                | スコア                |
| ----------------------------- | ------------------------------------------------------- | ------------------------------------------------------- | --------------------- |
| 1969                          | ロイ・エマーソン ロッド・レーバー                       | アンドレス・ヒメノ グラハム・スティルウェル             | 6-4, 6-2              |
| 1970                          | アーサー・アッシュ スタン・スミス                       | ボブ・カーマイケル オーウェン・デビッドソン             | 6-0, 5-7, 7-5         |
| 1971                          | スタン・スミス トム・ゴーマン                           | アーサー・アッシュ ボブ・ルッツ                         | 6-3, 6-4              |
| 1972                          | トム・オッカー マーティー・リーセン                     | ロイ・エマーソン コリン・ディブリー                     | 7-5, 7-6              |
| 1973                          | ジミー・コナーズ イリ・ナスターゼ                       | ボブ・カーマイケル フルー・マクミラン                   | 6-3, 6-7, 6-2         |
| 1974                          | トム・オッカー マーティー・リーセン                     | ボブ・ヒューイット フルー・マクミラン                   | 2-6, 6-3, 6-4         |
| 1975                          | ボブ・ヒューイット フルー・マクミラン                   | チャーリー・パサレル ロスコー・タナー                   | 3-6, 6-3, 6-4         |
| 1976                          | ボブ・ヒューイット フルー・マクミラン                   | トム・オッカー マーティー・リーセン                     | 6-4, 4-6, 6-4         |
| 1977                          | トム・オッカー ヴォイチェフ・フィバク                   | ブライアン・ゴットフリート ラウル・ラミレス             | 6-3, 6-3              |
| 1978                          | トム・オッカー ヴォイチェフ・フィバク                   | スタン・スミス ボブ・ルッツ                             | 6-3, 6-2              |
| 1979                          | ジョン・マッケンロー ピーター・フレミング               | トム・オッカー ヴォイチェフ・フィバク                   | 6-4, 6-4              |
| 1980                          | ハインツ・ギュンタード ポール・マクナミー               | スタン・スミス ボブ・ルッツ                             | 6-7, 6-3, 6-2         |
| 1981                          | ケビン・カレン スティーブ・デントン                     | シャーウッド・スチュワート ファーディ・テイガン         | 6-7, 6-4, 6-0         |
| 1982                          | ヤン・グンナーソン マーク・ディクソン                   | シャーウッド・スチュワート ファーディ・テイガン         | 7-6, 6-7, 6-4         |
| 1983                          | アンダース・ヤリード ハンス・シモンソン                 | ヨハン・クリーク ピーター・フレミング                   | 6-3, 6-4              |
| 1984                          | アンリ・ルコント トマシュ・スミッド                     | ビジャイ・アムリトラジ イリ・ナスターゼ                 | 3-6, 7-6, 6-4         |
| 1985                          | ギー・フォルジェ アンドレス・ゴメス                     | マイク・ド・パーマー ゲーリー・ドネリー                 | 6-3, 6-4              |
| 1986                          | シャーウッド・スチュワート キム・ウォーウィック         | パット・キャッシュ スロボダン・ジボイノビッチ           | 6-4, 6-4              |
| 1987                          | ステファン・エドベリ アンダース・ヤリード               | ジム・グラブ ジム・ピュー                               | 6-3,6-4               |
| 1988                          | ケビン・カレン ジム・グラブ                             | ポール・アナコーン ジョン・フィッツジェラルド           | 7-5, 6-4              |
| 1989                          | ホルヘ・ロザノ トッド・ウィッツケン                     | リック・リーチ ジム・ピュー                             | 6-3, 5-7, 6-3         |
| ↓ ATPツアー・マスターズ1000 ↓ |                                                         |                                                         |                       |
| 1990                          | ギー・フォルジェ ヤコブ・ラセク                         | ジョン・フィッツジェラルド アンダース・ヤリード         | 6-4, 6-2              |
| 1991                          | ジョン・フィッツジェラルド アンダース・ヤリード         | トム・ニーセン シリル・スーク                           | 7-5, 6-2              |
| 1992                          | トッド・ウッドブリッジ マーク・ウッドフォード           | スティーブ・デブライズ デビッド・マクファーソン         | 6-3, 6-4              |
| 1993                          | トッド・ウッドブリッジ マーク・ウッドフォード           | ゲーリー・ミュラー ダニー・ヴィッサー                   | 6-1, 3-6, 6-2         |
| 1994                          | トッド・ウッドブリッジ マーク・ウッドフォード           | ヤン・アペル ヨナス・ビョルクマン                       | 6-3, 6-4              |
| ↓ ATPツアー250 ↓              |                                                         |                                                         |                       |
| 1995                          | ヤッコ・エルティン ポール・ハーフース                   | グラント・コネル パトリック・ガルブレイス               | 3-6, 6-2, 7-6         |
| 1996                          | パトリック・ガルブレイス ジョナサン・スターク           | トッド・マーティン クリス・ウッドラフ                   | 7-6, 6-4              |
| 1997                          | マルク＝ケビン・ゲルナー リッチー・レネバーグ           | エリス・フェレイラ パトリック・ガルブレイス             | 6-3, 3-6, 7-6         |
| 1998                          | ニクラス・クルティ ミカエル・ティルストロム             | クリス・ハガード ピーター・ナイボルグ                   | 7-5, 3-6, 7-5         |
| 1999                          | ピート・ノーバル ケビン・ウリエット                     | ジャン＝マイケル・ギャンビル スコット・ハンフリーズ     | 7-5, 6-3              |
| 2000                          | マーク・ノールズ ダニエル・ネスター                     | ペトル・パラ パベル・ビズネル                           | 6-3, 6-2              |
| 2001                          | ドナルド・ジョンソン ジャレッド・パーマー               | ヨナス・ビョルクマン トッド・ウッドブリッジ             | 6-3, 4-6, 6-3         |
| 2002                          | ウェイン・ブラック ケビン・ウリエット                   | ウェイン・アーサーズ ポール・ハンリー                   | 6-4, 2-6, 7-6(7-4)    |
| 2003                          | ヨナス・ビョルクマン トッド・ウッドブリッジ             | ウェイン・アーサーズ ポール・ハンリー                   | 6-3, 6-4              |
| 2004                          | フェルナンド・ベルダスコ フェリシアーノ・ロペス         | ウェイン・アーサーズ ポール・ハンリー                   | 6-4, 6-4              |
| 2005                          | ウェイン・アーサーズ ポール・ハンリー                   | リーンダー・パエス ネナド・ジモニッチ                   | 5-3, 5-3              |
| 2006                          | ポール・ハンリー ケビン・ウリエット                     | オリビエ・ロクス クリストフ・ブリーゲン                 | 7-6(7-2), 6-4         |
| 2007                          | ヨナス・ビョルクマン マックス・ミルヌイ                 | アルノー・クレマン ミカエル・ロドラ                     | 6-4, 6-4              |
| 2008                          | ヨナス・ビョルクマン ケビン・ウリエット                 | ヨハン・ブランシュトロム ミーケル・ライデルステッド     | 6-1, 6-3              |
| 2009                          | ブルーノ・ソアレス ケビン・ウリエット                   | シーモン・アスペリン ポール・ハンリー                   | 6-4, 7-6(7-4)         |
| 2010                          | エリック・ブトラック ジャン＝ジュリアン・ロジェ         | ヨハン・ブランシュトロム ヤルコ・ニエミネン             | 6-3, 6-4              |
| 2011                          | ロハン・ボパンナ アイサム＝ウル＝ハク・クレシ           | マルセロ・メロ ブルーノ・ソアレス                       | 6-1, 6-3              |
| 2012                          | マルセロ・メロ ブルーノ・ソアレス                       | ロベルト・リンドステット ネナド・ジモニッチ             | 6-7(4-7), 7-5, [10-6] |
| 2013                          | アイサム＝ウル＝ハク・クレシ ジャン＝ジュリアン・ロジェ | ヨナス・ビョルクマン ロベルト・リンドステット           | 6-2, 6-2              |
| 2014                          | エリック・バトラック レイベン・クラッセン               | トレト・ユーイ ジャック・ソック                         | 6-4, 6-3              |
| 2015                          | ニコラス・モンロー ジャック・ソック                     | マテ・パビッチ マイケル・ビーナス                       | 7-5, 6-2              |
| 2016                          | エリアス・イメル ミカエル・イメル                       | マテ・パビッチ マイケル・ヴィーナス                     | 6-1, 6-1              |
| 2017                          | オリバー・マラチ マテ・パビッチ                         | アイサム＝ウル＝ハク・クレシ ジャン＝ジュリアン・ロジェ | 3-6, 7-6(8-6), [10-4] |
| 2018                          | ルーク・バンブリッジ ジョニー・オーマラ                 | マーカス・ダニエル ウェスリー・クールホフ               | 7-5, 7-6(10-8)        |
| 2019                          | ヘンリ・コンティネン エドゥアール・ロジェ＝バセラン     | マテ・パビッチ ブルーノ・ソアレス                       | 6-4, 6-2              |
| 2020                          | 開催なし                                                | 開催なし                                                | 開催なし              |

### 女子シングルス
| 年      | 優勝者                 | 準優勝者                 | スコア        |
| ------- | ---------------------- | ------------------------ | ------------- |
| 1975    | バージニア・ウェード   | フランソワーズ・デュール | 6-3, 4-6, 7-5 |
| 1976-78 | 開催なし               | 開催なし                 | 開催なし      |
| 1979    | ビリー・ジーン・キング | ベティ・ストーブ         | 6-3, 6-7, 7-5 |
| 1980    | ハナ・マンドリコワ     | ベッティーナ・バンジ     | 6-2, 6-2      |

### 女子ダブルス
| 年      | 優勝者                                    | 準優勝者                                              | スコア   |
| ------- | ----------------------------------------- | ----------------------------------------------------- | -------- |
| 1975    | フランソワーズ・デュール ベティ・ストーブ | イボンヌ・グーラゴング・コーリー バージニア・ウェード | 6-3, 6-4 |
| 1976-78 | 開催なし                                  | 開催なし                                              | 開催なし |
| 1979    | ベティ・ストーブ ウェンディ・ターンブル   | ビリー・ジーン・キング イラナ・クロス                 | 7-5, 7-6 |
| 1980    | ミマ・ヤウソベッツ バージニア・ルジッチ   | ハナ・マンドリコワ ベティ・ストーブ                   | 6-2, 6-1 |